# المنطقة الجنوبية العسكرية (مصر)
المنطقة الجنوبية العسكرية هي إحدى المناطق الأربع العسكرية للقوات المسلحة المصرية ويقع مقرها بأسيوط.

## القوات الرئيسية
- اللواء 166 مشاة ميكانيكي مستقل (ل ١٦٦ مش ميكا مقل).[1]

## قادة المنطقة
- لواء أركان حرب / أسامة سمير.[2]
- لواء أركان حرب / عمرو جميل.[3]
- لواء أركان حرب / محب حبشي خليل.[4]
- لواء أركان حرب / خالد لبيب.[5]
- لواء أركان حرب / أيمن نعيم ثابت.[6]
- لواء أركان حرب / توفيق خالد سعيد.[7]
- لواء أركان حرب / شريف سيف الدين.[8]
- لواء أركان حرب / يحيى طه الحميلي.[9]
- لواء أركان حرب / محمد عرفات.[10]
- لواء أركان حرب / محسن الشاذلي.[11]
- لواء أركان حرب / صلاح الشربيني.[11]
- لواء أركان حرب / نجيب عبد السلام.[12]
- لواء أركان حرب / محمد المغني.[12]
- لواء أركان حرب / محسن الفنجري.[13]
- لواء أركان حرب / طه السيد.[14]
- لواء أركان حرب / سعد خليل.[15]
- لواء أركان حرب / صالح الحسيني.[16]
- لواء أركان حرب / السعيد عبد الرازق.[17]
- لواء أركان حرب / سعيد ناصف.[18]
- لواء أركان حرب / محمد الفاتح كريم.[19]